# V8 Supercar Championship Series 2005
Artykuł dotyczy sezonu 2005 wyścigów V8 Supercar Championship Series. Rozpoczął się on 19 marca na torze Adelaide Street Circuit a zakończył 27 listopada na torze Phillip Island. Składał się z trzynastu rund, z których dwie były pojedynczymi wyścigami długodystansowymi.
Tytuł mistrzowski zdobył Russell Ingall.

## Kalendarz
| Runda | Wyścig                                                                             | Zwycięzca                 |
| ----- | ---------------------------------------------------------------------------------- | ------------------------- |
| 1     | Clipsal 500 17-20 marca, Adelaide Street Circuit                                   | Marcos Ambrose            |
| 2     | PlaceMakers V8 Supercars 15-17 kwietnia, Pukekohe Park Raceway                     | Greg Murphy               |
| 3     | Perth 6-8 maja, Barbagallo Raceway                                                 | Steven Richards           |
| 4     | Eastern Creek 27-29 maja, Eastern Creek Raceway                                    | Craig Lowndes             |
| 5     | Shanghai 10-12 czerwca, Shanghai International Circuit                             | Todd Kelly                |
| 6     | Darwin 1-3 lipca, Hidden Valley Raceway                                            | Todd Kelly                |
| 7     | Ipswich 22-24 lipca, Queensland Raceway                                            | Craig Lowndes             |
| 8     | Oran Park 12-14 sierpnia, Oran Park Raceway                                        | Russell Ingall            |
| 9     | Betta Electrical Sandown 500 9-11 września, Sandown International Raceway          | Craig Lowndes Yvan Muller |
| 10    | Supercheap Auto 1000 6-9 października, Mount Panorama Circuit                      | Mark Skaife Todd Kelly    |
| 11    | Gillette V8 Supercar Challenge 20-23 października, Surfers Paradise Street Circuit | Craig Lowndes             |
| 12    | Launceston 12-13 listopada, Symmons Plains Raceway                                 | Garth Tander              |
| 13    | BigPond Grand Finale 25-27 listopada, Phillip Island Grand Prix Circuit            | Marcos Ambrose            |

## Lista startowa
| Zespół                                  | Samochód                                | Nr  | Kierowcy                               | Drudzy kierowcy (w wyścigach długodystansowych)    |
| --------------------------------------- | --------------------------------------- | --- | -------------------------------------- | -------------------------------------------------- |
| Stone Brothers Racing                   | Ford BA Falcon                          | 1   | Marcos Ambrose                         | Warren Luff                                        |
| Stone Brothers Racing                   | Ford BA Falcon                          | 9   | Russell Ingall                         | Luke Youlden                                       |
| Holden Racing Team                      | Holden VZ Commodore                     | 2   | Mark Skaife                            | Jim Richards James Courtney                        |
| Holden Racing Team                      | Holden VZ Commodore                     | 22  | Todd Kelly                             | Jim Richards James Courtney                        |
| Tasman Motorsport                       | Holden VY Commodore Holden VZ Commodore | 3   | Jason Richards                         | Fabian Coulthard Tony D’Alberto                    |
| Tasman Motorsport                       | Holden VY Commodore Holden VZ Commodore | 23  | Jamie Whincup                          | Fabian Coulthard Tony D’Alberto                    |
| Ford Performance Racing                 | Ford BA Falcon                          | 5   | Greg Ritter David Brabham              | Cameron McLean                                     |
| Ford Performance Racing                 | Ford BA Falcon                          | 6   | Jason Bright                           | Cameron McLean                                     |
| Ford Performance Racing                 | Ford BA Falcon                          | 80  | Greg Ritter                            | Cameron McLean                                     |
| Perkins Engineering                     | Holden VY Commodore Holden VZ Commodore | 7   | Alex Davison Paul Dumbrell Owen Kelly  | Allan Simonsen Matthew Coleman Christian D’Agostin |
| Perkins Engineering                     | Holden VY Commodore Holden VZ Commodore | 11  | Steven Richards Paul Dumbrell          | Allan Simonsen Matthew Coleman Christian D’Agostin |
| Perkins Engineering                     | Holden VY Commodore Holden VZ Commodore | 24  | Paul Dumbrell Steven Richards          | Allan Simonsen Matthew Coleman Christian D’Agostin |
| WPS Racing                              | Ford BA Falcon                          | 8   | Craig Baird                            | Marcus Marshall Alex Tagliani                      |
| WPS Racing                              | Ford BA Falcon                          | 48  | David Besnard                          | Marcus Marshall Alex Tagliani                      |
| Larkham Motor Sport                     | Ford BA Falcon                          | 10  | Jason Bargwanna Mark Winterbottom      | Alain Menu Matt Halliday                           |
| Larkham Motor Sport                     | Ford BA Falcon                          | 20  | Mark Winterbottom Jason Bargwanna      | Alain Menu Matt Halliday                           |
| Larkham Motor Sport                     | Ford BA Falcon                          | 100 | Jason Bargwanna                        | Alain Menu Matt Halliday                           |
| Brad Jones Racing                       | Ford BA Falcon                          | 12  | John Bowe                              | John Cleland Dale Brede                            |
| Brad Jones Racing                       | Ford BA Falcon                          | 21  | Brad Jones                             | John Cleland Dale Brede                            |
| HSV Dealer Team                         | Holden VZ Commodore                     | 15  | Rick Kelly                             | Tim Leahey Mark Noske                              |
| HSV Dealer Team                         | Holden VZ Commodore                     | 16  | Garth Tander                           | Tim Leahey Mark Noske                              |
| Dick Johnson Racing                     | Ford BA Falcon                          | 17  | Steven Johnson                         | Will Davison                                       |
| Dick Johnson Racing                     | Ford BA Falcon                          | 18  | Glenn Seton                            | Dean Canto                                         |
| Team Kiwi Racing Paul Morris Motorsport | Holden VZ Commodore                     | 021 | Paul Radisich                          | John Faulkner Alan Gurr                            |
| Team Kiwi Racing Paul Morris Motorsport | Holden VZ Commodore                     | 67  | Paul Morris                            | John Faulkner Alan Gurr                            |
| Britek Motorsport                       | Ford BA Falcon                          | 25  | Steve Owen                             | José Fernández Damien White                        |
| Britek Motorsport                       | Ford BA Falcon                          | 52  | Matthew White                          | José Fernández Damien White                        |
| Garry Rogers Motorsport                 | Holden VZ Commodore                     | 33  | Cameron McConville                     | Phillip Scifleet                                   |
| Garry Rogers Motorsport                 | Holden VZ Commodore                     | 34  | Andrew Jones Lee Holdsworth Dean Canto | Phillip Scifleet                                   |
| Team Dynamik Tony Longhurst Racing      | Holden VZ Commodore                     | 44  | Simon Wills                            | Mark Porter Kayne Scott Tony Longhurst             |
| Team Dynamik Tony Longhurst Racing      | Holden VZ Commodore                     | 168 | Simon Wills                            | Mark Porter Kayne Scott Tony Longhurst             |
| Team Dynamik Tony Longhurst Racing      | Holden VZ Commodore                     | 45  | Max Wilson                             | Mark Porter Kayne Scott Tony Longhurst             |
| Team Dynamik Tony Longhurst Racing      | Holden VZ Commodore                     | 328 | Max Wilson                             | Mark Porter Kayne Scott Tony Longhurst             |
| Paul Weel Racing                        | Holden VZ Commodore                     | 50  | Paul Weel                              | Nathan Pretty Owen Kelly                           |
| Paul Weel Racing                        | Holden VZ Commodore                     | 51  | Greg Murphy                            | Nathan Pretty Owen Kelly                           |
| Paul Little Racing                      | Holden VY Commodore                     | 75  | Anthony Tratt                          | Tony Evangelou                                     |
| Triple Eight Race Engineering           | Ford BA Falcon                          | 88  | Steven Ellery                          | Adam Macrow                                        |
| Triple Eight Race Engineering           | Ford BA Falcon                          | 888 | Craig Lowndes                          | Yvan Muller                                        |

## Wyniki i klasyfikacja
| Miejsce | Kierowca            | Nr          | Marka | ADE | PUK | BAR | EAS | SHA | HID | QLD | ORA | SAN | BAT | SUR | SYM | PHI | Kary | Suma punktów |
| ------- | ------------------- | ----------- | ----- | --- | --- | --- | --- | --- | --- | --- | --- | --- | --- | --- | --- | --- | ---- | ------------ |
| 1       | Russell Ingall      | 9           |       | 138 | 186 | 184 | 165 | 108 | 96  | 174 | 189 | 168 | 176 | 122 | 144 | 168 | 0    | 1922 (2018)  |
| 2       | Craig Lowndes       | 888         |       | 183 | 94  | 88  | 189 | 58  | 106 | 192 | 159 | 192 | 136 | 190 | 176 | 160 | 0    | 1865 (1923)  |
| 3       | Marcos Ambrose      | 1           |       | 192 | 174 | 178 | 189 | 154 | 116 | 186 | 180 | 140 | NU  | 58  | 124 | 188 | -25  | 1856         |
| 4       | Todd Kelly          | 22          |       | 162 | 90  | 72  | 168 | 188 | 190 | 162 | 33  | 188 | 192 | 88  | 132 | 128 | 0    | 1760 (1793)  |
| 5       | Mark Skaife         | 2           |       | 90  | 174 | 126 | 156 | 144 | 138 | 126 | 60  | 188 | 192 | 182 | 106 | 132 | 0    | 1754 (1814)  |
| 6       | Garth Tander        | 16          |       | 78  | 106 | 86  | 141 | 108 | 180 | 180 | 105 | 180 | 132 | 162 | 192 | 182 | 0    | 1734 (1832)  |
| 7       | Steven Richards     | 11, 24      |       | 105 | 120 | 186 | 174 | 186 | 122 | 168 | 162 | 144 | NU  | 52  | 182 | 68  | 0    | 1669         |
| 8       | Rick Kelly          | 15          |       | 126 | 70  | 108 | 63  | 34  | 164 | 108 | 165 | 180 | 132 | 158 | 180 | 176 | 0    | 1630 (1664)  |
| 9       | Jason Bright        | 6           |       | 108 | 148 | 108 | 30  | 132 | 98  | 144 | 156 | 172 | 140 | 146 | 118 | 96  | 0    | 1566 (1596)  |
| 10      | Cameron McConville  | 33          |       | 129 | 54  | 126 | 114 | 130 | 56  | 96  | 150 | 156 | 180 | 166 | 106 | 92  | 0    | 1501 (1555)  |
| 11      | Greg Murphy         | 51          |       | 81  | 192 | 62  | 177 | 98  | 74  | 150 | 180 | NU  | NU  | 186 | 138 | 168 | -6   | 1500         |
| 12      | Steven Johnson      | 17          |       | 141 | 54  | 158 | 132 | 80  | 138 | 138 | 75  | 124 | 120 | 124 | 148 | 90  | 0    | 1460 (1522)  |
| 13      | Steven Ellery       | 88          |       | NU  | 132 | 92  | 90  | 66  | 104 | 156 | NW  | 176 | 184 | 156 | 118 | 150 | 0    | 1424         |
| 14      | Paul Radisich       | 021         |       | 99  | 162 | 104 | 48  | 170 | 116 | 24  | 135 | 164 | NU  | 92  | 130 | 140 | 0    | 1384         |
| 15      | Glenn Seton         | 18          |       | 96  | 108 | 126 | 57  | 108 | 158 | 132 | 105 | 148 | 160 | 66  | 76  | 70  | 0    | 1353 (1410)  |
| 16      | Jamie Whincup       | 23          |       | 102 | 100 | 96  | 81  | 156 | 106 | 30  | 54  | 184 | 188 | 132 | 36  | 72  | 0    | 1307 (1337)  |
| 17      | Jason Richards      | 3           |       | 39  | 76  | 100 | 132 | 50  | 106 | NU  | 96  | 184 | 188 | 82  | 132 | 110 | 0    | 1295         |
| 18      | John Bowe           | 12          |       | 63  | 138 | 130 | 138 | 94  | 134 | 66  | 81  | 160 | 112 | 102 | 38  | 40  | 0    | 1235 (1296)  |
| 19      | Paul Morris         | 67          |       | 108 | 110 | 122 | 66  | 70  | 112 | 42  | 45  | 164 | NU  | 58  | 74  | 88  | 0    | 1059         |
| 20      | Paul Dumbrell       | 24, 7, 11   |       | 135 | 48  | 44  | 51  | 114 | 82  | 90  | 75  | 144 | NU  | 74  | 152 | 112 | -75  | 1046         |
| 21      | Brad Jones          | 21          |       | 99  | 48  | 48  | 123 | 94  | 38  | 78  | 69  | 160 | 112 | 76  | 84  | 36  | 0    | 1027 (1065)  |
| 22      | Paul Weel           | 50          |       | 141 | 138 | 124 | 39  | 96  | 66  | NU  | 114 | NU  | NU  | 56  | 82  | 142 | 0    | 1000         |
| 23      | Craig Baird         | 8           |       | 48  | 42  | 90  | 84  | 80  | 72  | 102 | NU  | 120 | 164 | 94  | 56  | 26  | 0    | 980          |
| 24      | Max Wilson          | 45          |       | 78  | 72  | 34  | 72  | 94  | 74  | 114 | 129 | NW  | NU  | 68  | 108 | 92  | -4   | 931          |
| 25      | David Besnard       | 48          |       | 75  | 20  | 100 | 36  | NU  | 24  | 120 | 93  | 120 | 164 | 72  | 38  | 42  | 0    | 904          |
| 26      | Jason Bargwanna     | 10, 20, 100 |       | NU  | 38  | 136 | 84  | 62  | 46  | 84  | 129 | 132 | NU  | 28  | 44  | 98  | 0    | 883          |
| 27      | Greg Ritter         | 5, 80       |       | NU  | 70  | 10  | 45  | 116 | 82  | NU  | 66  | 136 | 124 | 90  |     |     | 0    | 739          |
| 28      | Andrew Jones        | 34          |       | 51  | 64  | 58  | 15  | 74  | 28  | 72  | 48  | 156 | 180 |     |     |     | 0    | 733 (746)    |
| 29      | Mark Winterbottom   | 20, 10      |       | 84  | 72  | 50  | 30  | NU  | 56  | 48  | 18  | 132 | NU  | 46  | 62  | 70  | 0    | 668          |
| 30      | Matthew White       | 52          |       | 63  | 32  | 58  | 75  | 60  | 66  | 36  | 27  | 104 | NU  | 28  | 48  | 20  | 0    | 619          |
| 31      | Anthony Tratt       | 75          |       | 63  | 70  | 58  | 24  | 58  | 16  | NU  | 72  | 96  | NU  | 36  | 16  | NW  | 0    | 511          |
| 32      | Steve Owen          | 25          |       | 84  |     |     | 75  |     | 78  | 54  | 39  | 104 | NU  |     |     | 46  | 0    | 480          |
| 33      | Alex Davison        | 7           |       | 36  |     |     | 36  |     | 52  | NU  | 63  | 128 | 116 | 38  |     |     | 0    | 469          |
| 34      | Simon Wills         | 44          |       | 42  | 38  | 56  | 39  | 96  | 24  | 60  | 48  | NW  |     |     |     | 34  | 0    | 437          |
| 35      | Dean Canto          | 18 34       |       |     |     |     |     |     |     |     |     | 148 | 160 | 98  | 54  |     | 0    | 312 (460)    |
| 36      | David Brabham       | 6, 5        |       |     |     |     |     |     |     |     |     | 172 | 140 |     | 38  | 70  | 0    | 280 (420)    |
| 37      | Owen Kelly          | 50, 7       |       |     |     |     |     |     |     |     |     | NU  | 172 |     | 28  | 20  | 0    | 220          |
| 38      | Yvan Muller         | 888         |       |     |     |     |     |     |     |     |     | 192 | 136 |     |     |     | 0    | 192 (328)    |
| 39      | Adam Macrow         | 88          |       |     |     |     |     |     |     |     |     | 176 | 184 |     |     |     | 0    | 184 (360)    |
| 40      | Luke Youlden        | 9           |       |     |     |     |     |     |     |     |     | 168 | 176 |     |     |     | 0    | 176 (344)    |
| 41      | Nathan Pretty       | 50          |       |     |     |     |     |     |     |     |     | NU  | 172 |     |     |     | 0    | 172          |
| 42      | Dale Brede          | 12          |       |     |     |     |     |     |     |     |     | 112 | 168 |     |     |     | 0    | 168 (280)    |
| 42      | John Cleland        | 12          |       |     |     |     |     |     |     |     |     | 112 | 168 |     |     |     | 0    | 168 (280)    |
| 44      | Lee Holdsworth      | 33, 34      |       |     |     |     |     |     |     |     |     | 116 | NU  |     |     | 46  | 0    | 162          |
| 45      | John Faulkner       | 021         |       |     |     |     |     |     |     |     |     | NU  | 156 |     |     |     | 0    | 156          |
| 45      | Alan Gurr           | 021         |       |     |     |     |     |     |     |     |     | NU  | 156 |     |     |     | 0    | 156          |
| 47      | James Courtney      | 22          |       |     |     |     |     |     |     |     |     | 152 | NU  |     |     |     | 0    | 152          |
| 47      | Jim Richards        | 22          |       |     |     |     |     |     |     |     |     | 152 | NU  |     |     |     | 0    | 152          |
| 47      | Mark Porter         | 45          |       |     |     |     |     |     |     |     |     | NU  | 152 |     |     |     | 0    | 152          |
| 47      | Kayne Scott         | 45          |       |     |     |     |     |     |     |     |     | NU  | 152 |     |     |     | 0    | 152          |
| 51      | Matt Halliday       | 10          |       |     |     |     |     |     |     |     |     | NU  | 148 |     |     |     | 0    | 148          |
| 51      | Alain Menu          | 10          |       |     |     |     |     |     |     |     |     | NU  | 148 |     |     |     | 0    | 148          |
| 53      | Marcus Marshall     | 8           |       |     |     |     |     |     |     |     |     | 108 | 144 |     |     |     | 0    | 144 (252)    |
| 53      | Alex Tagliani       | 8           |       |     |     |     |     |     |     |     |     | 108 | 144 |     |     |     | 0    | 144 (252)    |
| 55      | Warren Luff         | 1           |       |     |     |     |     |     |     |     |     | 140 | NU  |     |     |     | 0    | 140          |
| 56      | Cameron McLean      | 5           |       |     |     |     |     |     |     |     |     | 136 | 124 |     |     |     | 0    | 136 (260)    |
| 57      | Allan Simonsen      | 7           |       |     |     |     |     |     |     |     |     | 128 | 116 |     |     |     | 0    | 128 (244)    |
| 57      | José Fernández      | 52          |       |     |     |     |     |     |     |     |     | 100 | 128 |     |     |     | 0    | 128 (228)    |
| 57      | Damien White        | 52          |       |     |     |     |     |     |     |     |     | 100 | 128 |     |     |     | 0    | 128 (228)    |
| 60      | Will Davison        | 17          |       |     |     |     |     |     |     |     |     | 124 | 120 |     |     |     | 0    | 124 (244)    |
| 61      | Phillip Scifleet    | 33          |       |     |     |     |     |     |     |     |     | 116 | NU  |     |     |     | 0    | 116          |
| 62      | Tony Evangelou      | 75          |       |     |     |     |     |     |     |     |     | 96  | NU  |     |     |     | 0    | 96           |
| 63      | Mathew Coleman      | 11          |       |     |     |     |     |     |     |     |     | 92  | NU  |     |     |     | 0    | 92           |
| 63      | Christian D’Agostin | 11          |       |     |     |     |     |     |     |     |     | 92  | NU  |     |     |     | 0    | 92           |
| -       | Fabian Coulthard    | 23          |       |     |     |     |     |     |     |     |     | NU  | NU  |     |     |     | 0    | 0            |
| -       | Tony D’Alberto      | 23          |       |     |     |     |     |     |     |     |     | NU  | NU  |     |     |     | 0    | 0            |
| -       | Tim Leahey          | 15          |       |     |     |     |     |     |     |     |     | NU  | NU  |     |     |     | 0    | 0            |
| -       | Mark Noske          | 15          |       |     |     |     |     |     |     |     |     | NU  | NU  |     |     |     | 0    | 0            |
| -       | Tony Longhurst      | 44          |       |     |     |     |     |     |     |     |     |     | NU  |     |     |     | 0    | 0            |
| Miejsce | Kierowca            | Nr          | Marka | ADE | PUK | BAR | EAS | SHA | HID | QLD | ORA | SAN | BAT | SUR | SYM | PHI | Kary | Suma punktów |

| Klucz punktacji | Klucz punktacji | Klucz punktacji | Klucz punktacji | Klucz punktacji | Klucz punktacji | Klucz punktacji | Klucz punktacji | Klucz punktacji | Klucz punktacji | Klucz punktacji | Klucz punktacji | Klucz punktacji | Klucz punktacji | Klucz punktacji | Klucz punktacji | Klucz punktacji | Klucz punktacji | Klucz punktacji | Klucz punktacji | Klucz punktacji | Klucz punktacji | Klucz punktacji | Klucz punktacji | Klucz punktacji | Klucz punktacji | Klucz punktacji | Klucz punktacji | Klucz punktacji | Klucz punktacji | Klucz punktacji | Klucz punktacji | Klucz punktacji |
| Miejsce         | 1               | 2               | 3               | 4               | 5               | 6               | 7               | 8               | 9               | 10              | 11              | 12              | 13              | 14              | 15              | 16              | 17              | 18              | 19              | 20              | 21              | 22              | 23              | 24              | 25              | 26              | 27              | 28              | 29              | 30              | 31              | 32              |
| --------------- | --------------- | --------------- | --------------- | --------------- | --------------- | --------------- | --------------- | --------------- | --------------- | --------------- | --------------- | --------------- | --------------- | --------------- | --------------- | --------------- | --------------- | --------------- | --------------- | --------------- | --------------- | --------------- | --------------- | --------------- | --------------- | --------------- | --------------- | --------------- | --------------- | --------------- | --------------- | --------------- |
| 3 wyścigi       | 64              | 62              | 60              | 58              | 56              | 54              | 52              | 50              | 48              | 46              | 44              | 42              | 40              | 38              | 36              | 34              | 32              | 30              | 28              | 26              | 24              | 22              | 20              | 18              | 16              | 14              | 12              | 10              | 8               | 6               | 4               | 2               |
| 2 wyścigi       | 96              | 93              | 90              | 87              | 84              | 81              | 78              | 75              | 72              | 69              | 66              | 63              | 60              | 57              | 54              | 51              | 48              | 45              | 42              | 39              | 36              | 33              | 30              | 27              | 24              | 21              | 18              | 15              | 12              | 9               | 6               | 3               |
| 1 wyścig        | 192             | 186             | 180             | 174             | 168             | 162             | 156             | 150             | 144             | 138             | 132             | 126             | 120             | 114             | 108             | 102             | 96              | 90              | 84              | 78              | 72              | 66              | 60              | 54              | 48              | 42              | 36              | 30              | 24              | 18              | 12              | 6               |
| długodystansowy | 192             | 188             | 184             | 180             | 176             | 172             | 168             | 164             | 160             | 156             | 152             | 148             | 144             | 140             | 136             | 132             | 128             | 124             | 120             | 116             | 112             | 108             | 104             | 100             | 96              | 92              | 88              | 84              | 80              | 76              | 72              | 68              |

Każda z rund składała się z jednego, dwóch lub trzech wyścigów. Dwie rundy składały się z pojedynczych wyścigów długodystansowych. W każdym z nich dwóch kierowców zmieniało się w jednym samochodzie podczas wyścigu na dystansie 500 lub 1000 km i otrzymywali taką samą liczbę punktów za zajęte miejsce. Po dziesięciu pierwszych rundach, każdemu z kierowców odejmowano punkty z najsłabszej rundy.
- Rundy 2, 3, 5, 6, 11, 12, 13 - po 3 wyścigi
- Rundy 1, 4, 8 - po 2 wyścigi
- Runda 7 - 1 wyścig
- Rundy 9, 10 - 1 wyścig długodystansowy